# Blížkovice
Blížkovice (en allemand : Lispitz-Markt) est un bourg (městys) du district de Znojmo, dans la région de Moravie-du-Sud, en République tchèque. Sa population s'élevait à 1 153 habitants en 2020.

## Géographie
Blížkovice est arrosée par la Jevišovka, un affluent de la Dyje, et se trouve à 7 km au sud-sud-est de Moravské Budějovice, à 23 km au nord-ouest de Znojmo, à 61 km à l'ouest-sud-ouest de Brno et à 157 km au sud-est de Prague.
La commune est limitée par Častohostice, Moravské Budějovice et Zvěrkovice au nord, par Blanné et Grešlové Mýto à l'est, par Ctidružice au sud, par Zálesí et Nové Syrovice à l'ouest, et par Láz au nord-ouest.

## Histoire
La première mention écrite de la localité date de 1349.

## Transports
Par la route, Blížkovice se trouve à 6,5 km de Rokytnice nad Rokytnou, à 15,5 km de Třebíč, à 35,5 km de Jihlava et à 156 km de Prague.